# Saint-Antoine-du-Rocher
Saint-Antoine-du-Rocher település Franciaországban, Indre-et-Loire megyében. Lakosainak száma 1786 fő (2022. január 1.). Saint-Antoine-du-Rocher Cerelles, Chanceaux-sur-Choisille, Charentilly, Mettray, Rouziers-de-Touraine és Semblançay községekkel határos.

## Népesség
A település népessége az elmúlt években az alábbi módon változott:
| Lakosok száma | 660  | 818  | 924  | 1252 | 1602 | 1704 | 1720 | 1715 | 1766 | 1786 |
|               | 1968 | 1982 | 1990 | 2006 | 2013 | 2015 | 2017 | 2019 | 2020 | 2022 |